# Семакс
Семакс (метионил-глутамил-гистидил-фенилаланил-пролил-глицил-пролин) — лекарственное средство, относящееся к классу регуляторных пептидов и оказывающее ноотропное, стимулирующее, нейрозащитное, антиоксидантное и антигипоксическое действие. Согласно некоторым данным, способствует повышению умственной и физической работоспособности.
В России входит в перечень жизненно необходимых и важнейших лекарственных средств. В практике других стран не применяется.
Средняя цена за 3 мл (0,1% действующего вещества) составляет 400 российских рублей (2022 г.) и 3 мл (1,0% действующего вещества) составляет 1900 российских рублей (2022 г.).

## История
В конце 70-х годов XX века Министерством обороны СССР и Академией медицинских наук СССР была поставлена задача разработки ноотропных препаратов для адаптации человека в экстремальных условиях.
Работы проводились в МГУ им. М. В. Ломоносова и НИИ молекулярной генетики АН СССР.
В основу научных работ были положены исследования препаратов олигопептидной структуры, выполненные в 1970-е годы в Нидерландах группой исследователей под руководством Д. де Вида. Работами этой лаборатории было установлено, что фрагменты АКТГ (кортикотропина), состоящие всего лишь из нескольких аминокислот - АКТГ4-10 и даже АКТГ4-7 - способны оказывать выраженное действие по стимулированию обучения белых крыс. Однако, в связи с малым сроком жизни таких пептидов в организме (около минуты), практическое использование их в медицине было невозможным.
Для создания пролонгированной формы пептида советские учёные использовали тот факт, что большинство экзо- и эндопептидаз (ферменты, разрушающие полипептиды) с низкой специфичностью, не расщепляют последовательности, обогащённые пролиновыми остатками. Исходя из этого, был синтезирован ряд аналогов с участками, обогащёнными пролиновыми остатками с конца молекулы пептида. Оказалось, что аналог, содержащий С-концевой трипептид Pro-Gly-Pro, приводит как к наибольшему усилению эффекта, так и к его пролонгированию. Длительность действия такого пептида оказалась в 50 раз больше, чем у природного АКТГ4-10.
Эта последовательность была избрана для создания лекарственного препарата, получившего название «Семакс».
Семакс включен в Российский Список жизненно важных и основных лекарственных средств, утвержденный правительством Российской Федерации 7 декабря 2011 года.

## Лекарственная форма
Производится в виде растворов 0,1% и 1% для интраназального введения.
Объём одной капли равен 0,05 мл (50 мкл). В одной капле стандартного раствора содержится 500 мкг активного вещества.

## Показания
Медицинское применение семакса включает лечение инсульта, транзиторной ишемической атаки, нарушений памяти и когнитивных функций, язвы желудка, заболеваний зрительного нерва, а также для укрепления иммунной системы.
Семакс 0,1 %
У здоровых людей
- Для повышения адаптационных возможностей организма человека при стрессах, в экстремальных ситуациях;
- При напряжённой умственной работе;
- Для улучшения способности к концентрации внимания, запоминанию и обучению;
- Для профилактики психоэмоциональных перегрузок при монотонной операторской деятельности и в наиболее напряжённые периоды работы в стрессовых условиях

В педиатрии
- Минимальные мозговые дисфункции (в том числе синдром гиперактивности с нарушением внимания у детей);
- Адаптация к повышенным нагрузкам (в саду, школе, в период экзаменов);
- Ухудшение концентрации внимания, памяти, проблемы с обучаемостью и усвоением новой информации;
- Ретинопатия недоношенных [16]

В неврологии и нейрохирургии
- Черепно-мозговая травма, профилактика её последствий и восстановительный период;
- Восстановление после операций на головном мозге;
- Профилактика острого ишемического инсульта;
- Восстановительный период после инсульта;
- Транзиторные ишемические атаки: профилактика и лечение;
- Хронические нарушения мозгового кровообращения;
- Интеллектуально-мнестические (когнитивные) нарушения различного генеза;
- Постнаркозные расстройства и восстановление после них;
- Астено-невротические расстройства различного генеза, в том числе в результате внезапного тяжёлого стресса, после воздействия ионизирующего излучения

В офтальмологии
- Атрофия зрительного нерва и профилактика её прогрессирования;
- Оптиконейропатия сосудистого и другого генеза и её профилактика;
- Глаукома и профилактика повреждения зрительного нерва на фоне глаукомы и симптоматической офтальмогипертензии;
- Отёк зрительного нерва

В геронтологии
- Ухудшение памяти, рассеянность, забывчивость;
- Пониженный фон настроения, эмоциональная лабильность;
- Профилактика осложнений хронических заболеваний со стороны нервной системы
- Профилактика старческой деменции

В наркологии
- Купирование острой интоксикации и передозировки этанола
- Лечение абстинентного синдрома

Семакс 1 %
- Инсульт, в том числе лечение острого периода инсульта
- Начальный этап восстановительного периода после инсульта
- Транзиторные ишемические атаки
- Мигрень
- Невралгия тройничного нерва

## Безопасность и лекарственные взаимодействия
- 1.1  Безопасность для детей

В ходе клинических исследований препарат Семакс применялся у детей в возрасте от одной недели и показал свою безопасность и эффективность. Препарат не вызывал привыкания или синдрома отмены.
- 1.2   Безопасность для людей с хроническими заболеваниями

При попадании в кровь начинается быстрая биодеградация олигопептидов, поэтому не создаётся условий для развития побочных лекарственных взаимодействий. Это имеет большое значение для людей, которым приходится регулярно принимать лекарственные средства из-за наличия одного или нескольких хронических заболеваний. Кроме того, препарат не подавляет работу сердечно-сосудистой, выделительной и дыхательной систем, а также не приводит к истощению нервной системы в ходе использования. Во множестве проведённых исследований препарат Семакс не вызвал никаких побочных эффектов у пациентов с острыми нарушениями кровообращения, которые имели сопутствующую патологию сердечно-сосудистой и других систем .
- 1.3   Безопасность для здоровых

В исследованиях Семакс не показал никаких побочных эффектов, кроме редких случаев раздражения слизистой носа. Препарат не вызывает привыкания, не истощает нервную систему при длительном использовании, не влияет на эмоциональное состояние в норме, не повышает уровень депрессии и тревожности 
- 1.4  Применение при беременности и лактации

Учитывая особенности фармакодинамики активный компонент препарата не должен проникать в грудное молоко в количествах, значимых для влияния на здоровье плода и новорождённого. Однако поскольку специальные исследования Семакс на беременных женщинах и новорождённых не проводились, рекомендуется применять его только в случае, когда ожидаемая польза превышает риск потенциального вреда.

## Фармакологические свойства
Препарат обладает нейроспецифическим эффектом в отношении ЦНС: он оказывает многофакторное нейропротективное действие, комбинируя в себе свойства первичного и вторичного нейропротектора, нейрометаболика, антиоксиданта и ноотропного средства. Отличительной чертой действия препарата является активация синтеза нейротрофинов (регуляторов роста и дифференцировки нервной ткани). Препарат усиливает внимание при обучении и анализе информации, улучшает консолидацию памятного следа, улучшает адаптацию организма к гипоксии, церебральной ишемии, наркозу и другим повреждающим воздействиям
Поскольку препарат относится к регуляторным пептидам, то применяется он в низких дозах (чаще всего десятые доли мг), высокая эффективность сопряжена с безопасностью для приёма: более чем за 20-летнее применение Семакса в клинической практике не было зарегистрировано ни одного серьёзного побочного эффекта. Отсутствует нежелательное взаимодействие с другими лекарствами, в том числе, этанолсодержащими.

## Фармакокинетика
Фармакокинетика препарата достаточно подробно изучена. Семакс всасывается со слизистой оболочки носовой полости, биодоступность 70 %. Быстро распределяется во все органы и ткани, проникает через гематоэнцефалический барьер. При попадании в кровь и ткани Семакс подвергается биодеградации до отдельных аминокислот.

## Противопоказания
Повышенная чувствительность к компонентам препарата, острые психические состояния, расстройства, сопровождаемые тревогой, судороги в анамнезе.

## Применение в период беременности и лактации
Результаты экспериментальных исследований показывают[значимость факта?], что Семакс не обладает каким-либо тератогенным действием и не оказывает токсическое влияние на плод. Однако аналогичные клинические исследования не проводились. Применение препарата при беременности и лактации возможно только в том случае, если предполагаемая польза для матери превосходит потенциальный риск для плода или новорождённого.

## Побочные действия
В редких случаях слабое раздражение слизистой оболочки носа при длительном применении.

## Семакс и стандарты
Семакс применяется исключительно в России и странах СНГ.
- Включён в перечень жизненно необходимых и важнейших лекарственных препаратов (ЖНВЛП) утверждённый распоряжением Правительства Российской Федерации от 26 декабря 2015 г. № 2724-р. Метионил-глутамил-гистидил-фенилаланил-пролин-глицил-пролин[36].
- Включён в стандарт медицинской помощи при ретинопатии недоношенных. Приказ Министерства здравоохранения Российской Федерации от 29 декабря 2012 г. № 1682н «Об утверждении стандарта специализированной медицинской помощи детям при ретинопатии недоношенных».[16]
- Включен в стандарт специализированной медицинской помощи при глаукоме. Приказ Министерства здравоохранения Российской Федерации от 9 ноября 2012 г. № 862н «Об утверждении стандарта специализированной медицинской помощи при глаукоме»[37].
- Включён в Протокол ведения больных рассеянным склерозом. 18 апреля 2005 года[38].